# Otto von der Mülbe (General, 1801)
Otto Albrecht Karl Heinrich von der Mülbe (* 18. April 1801 in Braunsberg; † 28. November 1891 in Potsdam) war ein preußischer General der Infanterie.

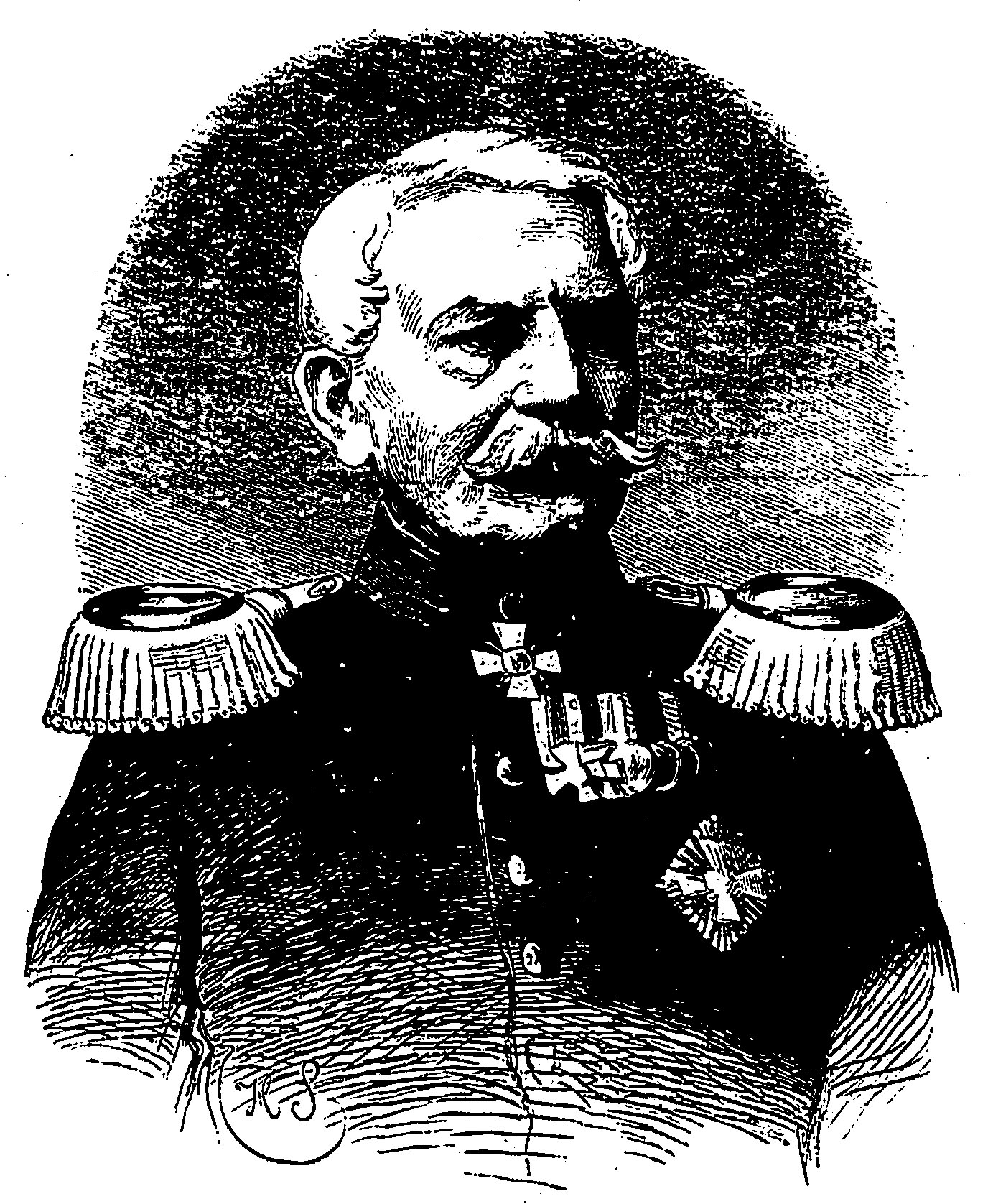
Otto von der Mülbe (August 1866)

## Leben

### Herkunft
Von der Mülbe war ein Sohn der preußischen Generalmajors Hans Christoph Ludwig von der Mülbe (1748–1811) und dessen Ehefrau Dorothea Luise Helene Sophie, geborene von Lübtow (1766–1846) aus dem Hause Bichow.

### Militärkarriere
Mülbe besuchte das katholische Gymnasium in seiner Heimatstadt sowie das Berliner Kadettenhaus. Auf Empfehlung von Generalleutnant Bonin, wurde er schon mit siebzehn Jahren, am 5. Mai 1818 als Sekondeleutnant dem Grenadier-Regiment Kaiser Alexander der Preußischen Armee überwiesen.
Zur weiteren Ausbildung absolvierte er 1821/24 die Allgemeine Kriegsschule und avancierte 1839 zum Kompagniechef, Ende März 1846 zum Major und 5. Stabsoffizier. Als solcher nahm Mülbe im März 1848 an der Niederschlagung der Straßenkämpfe in Berlin und während des Feldzuges gegen Dänemark im April 1848 am Gefecht bei Schleswig teil. Im Herbst kam er nach Brandenburg zum Regiment des späteren Generalfeldmarschalls Steinmetz. Am 21. Dezember 1848 wurde er zweiter Kommandeur des II. Bataillons im 2. Garde-Landwehr-Regiment in Magdeburg, dass Mülbe im Jahr darauf während der Niederschlagung der Badischen Revolution in den Gefechten bei Neudorf, Wiesenthal, Durlach und Kirchheimbolanden führte. Für sein Verhalten erhielt er den Roten Adlerorden IV. Klasse mit Schwertern und das Kommandeurkreuz des Ordens vom Zähringer Löwen.
Am 19. Januar 1850 erfolgte seine Versetzung nach Potsdam als Kommandeur des II. Bataillons im 1. Garde-Regiment zu Fuß. Daran schloss sich nach zwei Jahren eine Verwendung als Kommandant von Minden an. In dieser Stellung stieg Mülbe bis Mitte Juli 1854 zum Oberst auf. Vom 10. Mai 1855 bis zum 14. Juni 1857 war er Kommandeur des 13. Infanterie-Regiments in Münster. Anschließend fungierte er für ein halbes Jahr als Kommandeur der 13. Infanterie-Brigade in Magdeburg und wurde am 3. Dezember 1857 in gleicher Eigenschaft zur 4. Garde-Infanterie-Brigade versetzt. Zwei Wochen nach seiner Beförderung zum Generalmajor erhielt Mülbe am 3. Juni 1858 das Kommando über die 2. Garde-Infanterie-Brigade. Im Juni 1859 mit dem Kommandeurkreuz des Leopold-Ordens ausgezeichnet, wirkte er auch als Mitglied der Studienkommission der Kriegsakademie. Am 13. Mai 1861 beauftragte man Mülbe mit der Führung der 10. Division in Posen, entband ihn Anfang Juni von seiner Stellung als Mitglied der Studienkommission und ernannte ihn am 24. Juli 1861 zum Divisionskommandeur.
Am Tag der Krönung von Wilhelm I. zum König von Preußen wurde Mülbe 1861 zum Generalleutnant befördert. Am 9. Dezember 1863 zunächst zur Führung der 2. Garde-Division kommandiert, wurde er am 8. Januar 1864 zum Kommandeur dieses Großverbandes ernannt. der am 29. Februar in Jütland einrückte. Aus Anlass des Krieges gegen Dänemark erhielt Mülbe das Kommando über eine kombinierte Garde-Infanterie-Division in Schleswig, die er in den Gefechten bei Satrup, Fredericia und der Belagerung der Düppeler Schanzen führte, bei der er aber keine entscheidende Rolle erhalten sollte.
Für sein Wirken mit dem Roten Adlerorden mit Stern und Eichenlaub sowie den Schwertern am Ringe ausgezeichnet, wurde von der Mülbe unter Belassung in seiner Stellung am 18. Mai 1864 zum Kommandeur der 1. Garde-Division ernannt. Von seinem Kommando als Kommandeur der kombinierten Division wurde er am 5. Juli 1864 entbunden und General Falckenstein wurde sein Nachfolger. Die Verbündeten Österreicher würdigten ihn im August durch die Verleihung des Ordens der Eisernen Krone I. Klasse mit Kriegsdekoration.
Mit angeschlagener Gesundheit und unzufrieden mit den seltenen Chancen zur Bewährung im Kampfeinsatz, reichte Mülbe seinen Abschied ein, den der König Anfang Juni 1865 zunächst jedoch ablehnte. Mülbe erhielt bis zum Beginn der Herbstübungen einen Urlaub gewährt und wurde am 11. Oktober 1865 auf seine erneute Bitte hin unter Verleihung des Roten Adlerordens I. Klasse mit Eichenlaub und Schwertern am Ringe mit der gesetzlichen Pension zur Disposition gestellt und zog sich nach Danzig zurück.
Mit Beginn des Deutschen Krieges wurde er mit dem Rang und den Befugnisses eines Kommandierenden Generals reaktiviert und zum Kommandeur eins mobilen Reserve-Korps (auch 10. Armeecorps) ernannt, das sich bei Berlin sammelte und aus Landwehrverbänden bestand, und zwar fünfzehn Bataillone Garde- und ebenso viele Provinzial-Landwehr, vier Regimenter Kavallerie und einer Artillerie- und Pionier-Abteilung.
An der Spitze seines Korps rückte er am 21. Juni 1866 in Dresden ein. Kurzzeitig war er vom 22. Juni bis zum 8. Juli 1866 Militärgouverneur im Königreich Sachsen und folgte dann mit der Garde-Landwehr-Division dem Bittenfeldschen Korps als Reserve nach Prag, übernahm das Kommando in Böhmen, wobei Hans Wilhelm von Schack sein Nachfolger in Sachsen wurde, wurde, und zog weiter nach Brünn. Hier erreichte ihn die Nachricht vom Waffenstillstand. Mülbe nahm am Einzug der Truppen in Berlin teil und wurde am 17. September 1866 unter Verleihung des Charakters als General der Infanterie wieder in den Ruhestand versetzt.

### Familie
Mülbe verheiratete sich am 17. Juni 1838 in Danzig mit Franziska Bertram (1813–1904), der Tochter eines Kaufmanns. Aus der Ehe gingen folgende Kinder hervor:
- Doris (* 1839)
- Franz (1840–1915), preußischer General der Infanterie ⚭ 11. November 1867 Emma Franke (* 1848)
- Margarete (1846–1849)
- Hans (1848–1866), preußischer Sekondeleutnant
- Anna (* 1850) ⚭ 27. November 1879 Adolf von Rosenberg-Gruszczynski (1845–1926), preußischer General der Infanterie